# Xanthocrambus argentarius
Xanthocrambus argentarius är en fjärilsart som beskrevs av Otto Staudinger 1867. Xanthocrambus argentarius ingår i släktet Xanthocrambus och familjen Crambidae. Inga underarter finns listade i Catalogue of Life.